# Пикассо, Палома

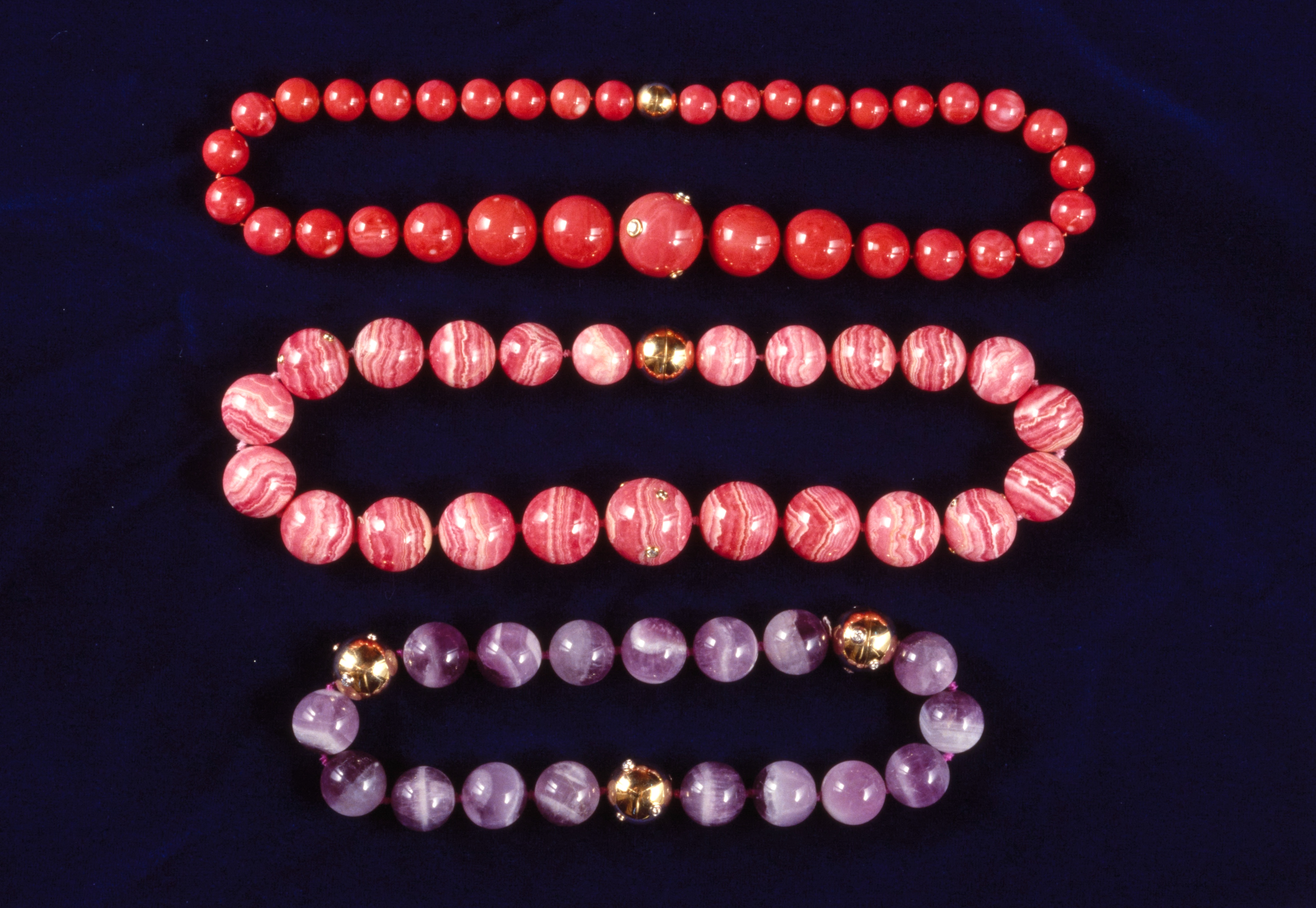
Украшения Паломы Пикассо.

Логотип парфюмерной компании, Паломы Пикассо.

Палома Пикассо (фр. Paloma Picasso, имя при рождении — Анна Палома Руис Пикассо-и-Жило исп. Anne Paloma Ruiz-Picasso y Gilot; 19 апреля 1949, Валлорис, Франция) — французский модельер и бизнесвумен, ювелирный дизайнер компании Tiffany & Co., младшая дочь знаменитого испанского художника XX века Пабло Пикассо и талантливой художницы и писательницы Франсуазы Жило.

## Биография

### Детство
Палома Пикассо родилась 19 апреля 1949 года в городе Валлорис, Франция, в семье известного художника и скульптора Пабло Пикассо и писательницы Франсуазы Жило. Имя «Палома» в переводе с испанского означает «голубка». Детство девочки проходило в необычной обстановке, её постоянно окружали художники и творческие люди, что оказало значительное влияние на формирование жизненного пути будущего модельера.
В 1953 году Франсуаза Жило уходит от своего мужа и забирает с собой двоих детей — Палому и Клода. Дети стали гораздо реже видеть своего отца.
В 1957 году Палома пробовала свои силы в масляной живописи. «Я не думаю, что это было забавно. Скорее трудно!», — вспоминала она позже.
В 1968 году поступила в Нантский университет.

### Карьера
Палома начала свою карьеру в качестве ювелира в 1968 году в Париже, во время работы дизайнером костюмов. Купленное ею рыночное ожерелье из горного хрусталя для исполнительницы главной роли отобразило её художественную изобретательность и было высоко оценено критиками. Окрыленная успехом, она поступила на курсы ювелирного дела. Вскоре после этого случая последовало предложение от Ив Сен-Лорана, который поручил Паломе разработать дизайн аксессуаров для сопровождения одной из его коллекций, а уже к 1971 году она работала для греческой ювелирной компании Zolotas, занималась оформлением сумочек и обуви для одной итальянской фирмы и работала с мехами для Жака Каплана.
После смерти отца в 1973 году Палома на какое-то время утратила интерес к дизайну и впала в депрессию. Пабло Пикассо не оставил завещания, и его внебрачные дети — Палома, её брат Клод и единокровная сестра Майя — обратились к суду для раздела имущества, которое было оценено в 250 миллионов долларов. Анна получила 90 миллионов и согласилась помочь французскому правительству, также получившему огромные суммы в виде налогов с недвижимости, в работе по созданию Музея Пикассо в Париже.
В 1974 году Палома снялась в эротическом фильме «Аморальные истории» польского режиссёра Валериана Боровчика, чем снискала себе скандальную популярность. В конце 1970-х Палома Пикассо была известна как завсегдатай легендарного Нью-Йоркского диско-клуба Студия 54, где любили проводить время такие знаменитости, как Энди Уорхол, Мик Джаггер и многие другие.
Помимо основной деятельности Палома занималась созданием декораций для аргентинского драматурга и режиссёра Рафаэля Лопес-Камбила (также известного как Рафаэль Лопес-Санчес), за которого она в 1978 году вышла замуж. Свадьба стала событием, поскольку одежду для церемонии создали сами Ив Сен-Лоран и Карл Лагерфельд, которые вернули интерес к дизайну у виновницы торжества, а сама она ещё долгое время оставалась музой свадебных платьев парижских кутюрье.
В 1980 году Палома заключила контракт с ювелирной компанией Tiffany & Co. Уже тогда имя Паломы Пикассо стало широко известным брендом ювелирных изделий. Характерной чертой и подписью её работ стали голубка и красный цвет. В том же году свет увидела её первая коллекция.
В 1981 году при поддержке Паломы открывается Музей Пикассо. В следующем году Пикассо переезжает в Нью-Йорк.
В 1983 году Палома попадает в Международный список Зала славы самых стильных людей.
Вскоре Пикассо пробует себя в новых областях дизайна. В 1984 году она основала собственный одноимённый бренд, запустив свой первый аромат «Paloma Picasso» для L'Oréal. Спустя три года они с мужем открыли филиал компании в Нью-Йорке, где коллекции аксессуаров Паломы получили международное признание за безупречное качество и дизайн.
В 1989 году Американский совет дизайнеров моды присваивает Паломе звание лучшего дизайнера аксессуаров года.
В 1999 году Палома развелась с Рафаэлем и вскоре вышла замуж за французского врача Эрика Тевенне. Они переехали в Швейцарию, где в Лозанне Палома основала специальный фонд, средства которого были направлены на освещение творчества её родителей, особенно мамы, художественные усилия которой почти неизвестны в Европе.
В начале 2000-х Пикассо, известная своими смелыми цветами, сменила домашние аксессуары. Некогда яркие основные цвета уступили серым оттенкам, золоту и желтовато-коричневым цветам.
В 2010 году Палома отпраздновала свой 30-летний юбилей в компании Tiffany & Co., представив новую коллекцию, основанную на её любви к Марокко. В 2011 году она дебютировала ещё одну коллекцию под названием «Venezia», в честь города Венеция.
В 2011 году Палома получила награду за достижения в области искусства из Национального музея женского искусства в Вашингтоне (округ Колумбия).